# 近衛上奏文
近衛上奏文（このえじょうそうぶん）は、太平洋戦争末期の1945年（昭和20年）2月14日に、近衛文麿が昭和天皇に対して早期終戦を上奏した文書。
近衛上奏文には近衛の他、吉田茂が関わった。近衛は上奏文の草稿を執筆した後、上奏の前夜に吉田茂宅に一泊し、内容について意見交換した。残された文書と、実際の口述内容には微妙な差異があったと言われる。原文は候文の文体で書かれている。
1945年2月に内大臣木戸幸一が、かねてからの要請に応じて、また、天皇の希望に応じて、重臣らが直接単独で天皇に上奏する機会を作った。近衛はその重臣のうちの一人であり、近衛の前に平沼騏一郎と広田弘毅、近衛の後に牧野伸顕、岡田啓介、東條英機が上奏した。

## 背景
1945年1月6日、アメリカ軍がフィリピン・ルソン島上陸の準備をしているとの報を受けて、昭和天皇は内大臣木戸幸一に重臣の意見を聞くことを求めた。木戸は陸海両総長と閣僚の招集を勧め、また、近衛も木戸に斡旋を求めていた。木戸と宮内大臣の松平恒雄とが協議し、重臣らが個々に拝謁することになった。準備は木戸が行い、軍部を刺激しないように秘密裏に行われた。表向きは重臣が天機を奉伺するという名目であり、木戸が残した日記にも本来の目的は記されていない。
重臣らは以下の順で昭和天皇に意見を述べた。重臣の内、米内光政（海軍大臣）、阿部信行（朝鮮総督）は現職にあるため召集されていない。
- 2月7日 - 平沼騏一郎
- 2月9日 - 広田弘毅
- 2月14日 - 近衛文麿
- 2月19日 - 若槻禮次郎
- 同日 - 牧野伸顕 （元内大臣）
- 2月23日 - 岡田啓介
- 2月26日 - 東條英機

上奏の前、近衛は書き上げた「近衛上奏文」を持って吉田茂邸を訪れた。吉田もこれに共感し、牧野伸顕にも見せるために写しをとったが、吉田邸の女中とその親類を名乗る書生はスパイであり、写しが憲兵側に漏れたために吉田は拘引され、その他近衛周辺の人物も次々と、近衛を取り締まる布石も兼ねて取調べを受けることとなる。2人のスパイは、吉田拘引後は近衛邸の床下に入り盗聴を行っていたという。

## 近衛の上奏と御下問
1945年2月14日の朝、木戸内大臣が侍従長室に姿を見せ、藤田尚徳侍従長に、
「藤田さん、今日の近衛公の参内は、私に侍立させてほしい。近衛公は、あなたをよく存じあげていない。それで侍従長の侍立を気にして、話が十分にできないと困る。ひとつ御前で近衛公の思う通りに話をさせてみたい」
と要請した。藤田侍従長は快諾し、木戸と近衛の二人が昭和天皇に拝謁し、以下の上奏文を捧呈した。
木戸内府のメモを元に藤田尚徳侍従長は下記のように綴っている。
昭和天皇はすぐに近衛へ御下問している。

## 解説
昭和18年1月、近衛文麿は参考として木戸に書簡を送り「軍部内の或一団により考案せられたる所謂革新政策の全貌を最近見る機会を得たり。勿論未だ全貌を露呈するには至らずと雖、徐々に巧妙に小出しに着々実現の道程を進みつつあるが如し」と告げた。同年3月18日、近衛は、小林躋造海軍大将を荻外荘に招いた。
当時日独の攻勢作戦が限界に達して崩壊へ向かい始め、それに伴い東條内閣に対する信頼感が減退し、一部識者の間では、東條英機首相の更迭の必要性が囁かれる中、吉田茂と共に早期講和を画策していた小林大将は、次期首班候補の一人として浮上していた。
近衛は、会談劈頭に陸軍中堅層が抱懐するという以下の『国家革新の陰謀』を打ち明け、小林大将に、後継首班を引き受け「赤に魅せられた」陸軍の革新派を速やかに粛清することを要請した。
小林大将は、自分の微力は総理の任にあらざる旨を答えたが、かねてより岡田啓介海軍大将から陸軍内に斯くの如き恐るべき動きのある事を薄々聞いており、近衛から改めて「陸軍統制派アカ論」を聞かされ、とにかく早く戦争を止めねばならないと痛感したのであった。
同年4月、中野正剛と共に東條首相を批判していた三田村武夫代議士が荻外荘を訪問し近衛と会談した。三田村は1928年（昭和3年）6月から内務省警保局、拓務省管理局に勤務し、左翼運動の取締に従事しながら国際共産主義運動の調査研究に没頭した後、衆議院代議士となり、第七十六回帝国議会衆議院の国防保安法案委員会（昭和16年2月3日）では、日本の上層部が戦時防諜体制の大きな抜け穴になっていることを問題視して近衛首相を叱咤し、世間から危険視されても国家の為に徹底的に、第三国の思想謀略、経済謀略、外交謀略、政治謀略、中でも最も恐ろしい、無意識中に乃至は第三者の謀略の線に踊らされた意識せざる諜報行為に対する警戒と取締を強化するように政府（第二次近衛内閣）に要求していた。
荻外荘の近衛を訪問した三田村は、戦局と政局の諸問題について率直な意見を述べ、「この戦争は必ず敗ける。そして敗戦の次に来るものは共産主義革命だ。日本をこんな状態に追い込んできた公爵の責任は重大だ！」と近衛を詰問したところ、近衛は珍しくしみじみとした調子で、第一次第二次近衛内閣当時のことを回想し、「なにもかも自分の考えていたことと逆な結果になってしまった。ことここに至って静かに考えてみると、何者か眼に見えない力に操られていたような気がする－」と述懐した。
近衛文麿が小林躋造と三田村武夫に告白したこと及び三田村と警視庁特高第一課長の秦重徳から聴取したことと同じ趣旨の警告と反省が昭和20年2月14日には近衛から昭和天皇に上奏された。
三田村は、近衛上奏文を「近衛が自分の経験と反省を述べ、自分が革命主義者のロボットとして躍らされたのだと告白するもの」と評し、敗戦後に長年にわたる自分の調査研究と政治経験、そして自分が入手した企画院事件、近衛文麿のブレーントラスト昭和研究会に結集していた企画院革新官僚および朝日新聞社出身のソ連スパイ尾崎秀実や三木清ら共産主義者の戦時中の好戦的な言動と思想、ゾルゲ事件、ソ連およびコミンテルンの世界戦略に関する多数の証拠資料に依拠して、近衛上奏文に該当する具体的事実を解剖し、近衛内閣の軍事外交内政政策の背後にソ連の対日諜報謀略活動があったことを指摘した。三田村の資料と論究は1950年3月に「戦争と共産主義－昭和政治秘録」（民主制度普及会）として出版され、馬場恒吾（読売新聞社長）、南原繁（東大総長）、島田孝一（早稲田大総長）、小泉信三（元慶応義塾大学塾長）、田中耕太郎（最高裁判所長官）、飯塚敏夫（元大審院判事）の賛辞と支持を得た。これは後に遠山景久によって復刊され、晩年の岸信介（元首相）に大きな衝撃を与えた。
なお、2013年8月12日の産経新聞の報道によると、近衛が「軍部の一部にはいかなる犠牲を払ひてもソ聯と手を握るべしとさへ論ずるものあり。又延安との提携を考え居る者もありとのことなり」と警告した通り、統制派を中心とする陸軍中枢の一部(首相秘書官を務めた松谷誠大佐や参謀本部戦争指導班長の種村佐孝大佐など)は、ソ連に接近し、天皇制存続を条件に戦後、ソ連や中国共産党と同盟を結び、「天皇制と共産主義を両立した国家」の創設を目指す「米国ではなくソ連主導による終戦構想」を持っていたという。また、1945年6月に、駐スイス中国国民政府（蒋介石政権）の陸軍武官(国共合作をしていたため中国共産党員の可能性がある)が、米国のアレン・ダレス(CIAの前身組織である戦略情報局(OSS)欧州総局長)からの最高機密情報として「日本政府が共産主義者たちに降伏している」と重慶に機密電報で報告していたことが、ロンドンの英国立公文書館所蔵の最高機密文書によって判明したという。

## 評価・解釈
日本国との平和条約発効後の日本では、近衛上奏文に対する様々な見解が発表されている。近衛は二・二六事件など1930年代中期のテロやクーデターの観察により軍部内の共産化を憂慮しており、1940年（昭和15年）には日中戦争の長期化で革命必至との認識を持っており、この認識は軍部の革新派が満州事変以後の戦争を計画したとする陰謀論へと転換されたという見解、1941年（昭和16年）9月から翌年4月にかけて発覚したゾルゲ事件が近衛の対共産党政策への影響を与えたという見解、「マルクス主義者であった近衛文麿がマルクス主義者ではないとの偽イメージを作る自己弁護の文書」がある。
平間洋一は、日本政府がソ連を仲介役とした和平策に拘り米英との和平交渉を避け貴重な時間を空費しアメリカ軍に数十の都市を焼かれ原爆まで投下されてしまった理由として「近衛の言うように共産主義国家体制を戦後の政体と考える陸軍統制派、官僚や学者などがいたからである」と述べ、近衛上奏文を事実の暴露と解説し、レーニンの敗戦革命論に沿った彼らの終戦構想として、昭和二十年四月二十九日に種村佐孝大佐によって起案された「対ソ外交交渉要綱」や昭和十九年八月八日に種村大佐をはじめ参謀本部戦争指導班と陸軍省軍務課によって協議された「今後採るべき戦争指導の大綱に基く対外政略指導要領案」など陸軍の戦争指導に関する第一次史料を挙げている。
塩崎弘明は近衛上奏文の内容は当時の皇道派、統制派など諸勢力の間での「党派的」な性格が強く、敗戦についての責任を統制派に着せようとしたものだと考える。
鶴見俊輔によれば、近衛は戦争の進行を憂慮し日本の民衆に共産主義が浸透しているという危機感を強くしていたが、その懸念に反して太平洋戦争末期の当時の時点で実際に日本で投獄を免れて活動を続けられていた共産主義者（「偽装転向者」）が少なかったことは「終戦時の完全な静けさを見ても明らか」である。
猪木正道は近衛は「深く信頼していた尾崎秀実がリヒャルト・ゾルゲと組んだソ連のスパイであったという深刻な個人的体験」に左右されていたのではないかとした上で、「何もかも共産革命の陰謀のせいにする近衛上奏文は、まことにグロテスクな文書」・「近衛の被害妄想」「"陰謀理論"の典型」であり、その結論は「全く現実から"解放"された夢の世界の考え方」と評する（ただし日本は戦争終結を目指すべきとした論点だけは正しかったとする）。
秦郁彦は近衛上奏文の内容を日中戦争・太平洋戦争にまつわる一連のコミンテルン陰謀説の中に位置付ける。秦は近衛がこのような言説を用いた理由について、戦争を食い止めるための方便とも考えられるが、藤田侍従長の手記の記述を踏まえると、近衛は本心からこの陰謀説を信じていたのだろうと推測する。